# Arntz Engineering Company
Arntz Engineering Company, vorher Arntz Industries, war ein US-amerikanischer Hersteller von Automobilen.

## Unternehmensgeschichte
Steve Arntz gründete Arntz Industries in San Francisco in Kalifornien. Entweder 1971 oder 1977 begann die Produktion von Automobilen. Der Markenname lautete Arntz. Die Fahrzeuge verkauften sich sehr gut. Arntz Engineering Company wurde am 29. November 1978 in der gleichen Stadt gegründet. 1981 endete die Produktion.

## Fahrzeuge
Das einzige Modell war die Nachbildung des AC Cobra. Das von Huffaker Engineering entwickelte Fahrgestell war ein Leiterrahmen aus Stahl. Die vordere Radaufhängung stammte vom MG B und die hintere vom Jaguar E-Type. Ein V8-Motor, der oftmals von Chevrolet kam, trieb die Fahrzeuge an.
Ein Fahrzeug von 1980 wurde 2015 für 44.026 Euro versteigert.